# Ескейпизъм
Ескейпизъм (на английски: escapism от escape – бягам, избягвам) или още бягство от реалността, е избягването на неприятни, скучни, тежки, страшни или банални аспекти от ежедневния живот. Може да се използва и като термин, с който се определят действия, които хората предприемат, за да облекчат натрапчивото си чувство за депресия или като цяло тъга.

## Възгледи за ескейпизма
Цели индустрии процъфтяват около нарастващата тенденция хората да бягат от трудностите в ежедневието си, особено намирайки убежище в дигиталния свят. Много дейности, които са нормална част от здравословното съществуване (хранене, сън, физически упражнения, сексуална активност) могат да се превърнат и в начини за бягство от реалността, когато се изведат до крайност или извън подходящия контекст. В резултат терминът „ескейпизъм“, често носи негативни конотации, намеквайки, че ескейпистите са нещастни хора, неспособни или нежелащи да се свържат осмислено със света и да предприемат съответни необходими действия, от които бягат.
Въпреки това, много оспорват виждането, че ескейпизмът е изначално и изключително негативно явление. К. С. Луис е известен с хумористичната си забележка, че обичайните врагове на бягството от реалността са затворниците; и той смята, че когато се прилага с мярка, ескейпизмът може да се действа „освежаващо“, както и да развие допълнително силата на въображението. Подобно Дж. Р. Р. Толкин защитава ескейпизма във фентъзи литературата като творчески израз на реалността в един вторичен свят – този на въображението. Тери Пратчет смята, че през 20 век се развива с времето по-положително виждане за ескейпистката литература.

## Психологически бягства
Зигмунд Фройд смята част от ескейпистките фантазии като необходим елемент в живота на хората: „[T]е не могат да преживеят от слабото удовлетворение, което могат да извлекат от реалността. Ние просто не можем да минем без помощни конструкции, каза веднъж Теодор Фонтейн“. Неговите последователи виждат в почивката и удовлетворяването на желанията (в малки дози) полезни средства за нагаждане към травматичната неудовлетвореност; докато по-късни психолози са подчертали ролята на индиректните разсейващи фактори за справяне с нежеланите настроения като гняв и тъга“.